# Li Yuqin
Li Yuqin (Changchun (Jilin) 15 juli 1928 – aldaar, 24 april 2001), trouwde in 1943 met Puyi, de laatste keizer van China, destijds keizer van de Japanse vazalstaat Mantsjoekwo.
Zij leerde Puyi kennen als 15-jarige student, zij was afkomstig uit een Han-Chinese familie uit Changchun (Jilin). In februari 1943 nam het Japanse schoolhoofd Kobayashi van de Nanling Meisjes School tien studentes mee naar een fotostudio om portretten te laten maken. Drie weken later werd Yuqin bezocht met het bevel te gaan studeren aan het keizerlijk paleis. Haar ouders kregen een geldsom en Yiqin werd medisch onderzocht. Ze werd aangesteld als keizerlijk concubine Fu.
Aan het eind van de oorlog werden Yuqin en keizerin Wanrong gearresteerd door het Rode Leger en naar een gevangenis in Changchun gebracht. Ze werd vrijgelaten in 1946 en keerde terug naar haar ouderlijk huis. Ze bood aan de opiumverslaafde keizerin Wanrong in huis te nemen, maar haar moeder weigerde. Uiteindelijk vroeg ze een echtscheiding aan bij de Chinese autoriteiten, waarop de regering haar verzocht met Puyi te verzoenen in een kamer met een tweepersoonsbed in de gevangenis. Ze scheidde in mei 1957 van Puyi met het argument dat het een gearrangeerd huwelijk was, waar zij nooit mee had ingestemd. Ze hertrouwde met een technicus en kreeg twee zonen, tijdens de Culturele Revolutie werd ze het doelwit van Rode Gardisten. Ze stierf aan leverkwalen in 2001.